# Кулініч Анастасія Віталіївна
Анастасі́я Віта́ліївна Кулі́ніч (* 1996) — українська боксерка; переможниця Всесвітніх ігор-2022.

## З життєпису
Народилась 1996 року в місті Малин. Виховувала мама Анжела Данильченко. Закінчила малинську школу-ліцей № 1 із золотою медаллю. Навчалась у ліцеї в класі з математичним ухилом, потім перейшла на історико-правовий. Паралельно з 2-го класу до 7-го ходила в музичну школу, грала на бандурі, і закінчила навчання. На єдиноборства пішла у 8-му класі. Відтоді займається на базі СК «Тріумф». Закінчила університет фізичного виховання і культури.
2013 року у Львові на Кубку Світу з кікбоксингу за весією WKF стала чемпіонкою турніру у розділі «тайський бокс» (вагова категорія -51 кг) студентка 1-го курсу Національного університету фізичного виховання і спорту України Анастасія Кулініч.
2022 року здобула золото Всесвітніх ігор–2022 з таїландського боксу муай-тай у ваговій категорії до 48 кілограмів. Це перша медаль в історії України у цьому виді спорту серед жінок.
Її чоловік і тренер — Олег Михайленко.